# Nit i dia
Nit i dia (letteralmente "Notte e giorno" in lingua catalana) è un thriller che ruota attorno alla vita quotidiana di agenti di polizia, medici legali e giudici impegnati a risolvere crimini e ad affrontare la parte più oscura della realtà.
La serie, creata da Lluís Arcarazo e Jordi Galceran, è stata diretta da Manuel Huerga e Oriol Paulo e interpretata da Clara Segura e Crespo. È stata trasmessa in prima visione su TV3 il 1º febbraio 2016.
La prima puntata ha avuto un indice di gradimento del 18,6% con 544.000 spettatori, essendo così la trasmissione più vista in prima serata.
Sono previste le riprese di una terza stagione, secondo quanto dichiarato dal co-regista e produttore.

## Trama
Sara Grau, Clara Segura, è un medico legale sposato con il dirigente Lluís Forés, Pablo Derqui . Il giorno stesso in cui inizia un processo di riproduzione assistita, durante un'autopsia, riconosce un cadavere non identificato con il quale ha avuto un affaire e, al tempo stesso, compare anche il cadavere di un'anziana assassinata che sembra essere vittima di un serial killer.
A partire da questo momento, le vicende si susseguono intorno alla vita della protagonista, un personaggio che vive a metà tra una vita oscura legata al mondo dei delitti e una più normale e che tenta evitare di farsi travolgere emotivamente dal suo lavoro. Al suo personaggio si aggiungono un giudice intrappolato tra due donne, uno psichiatra traumatizzato e criminali che non possono sfuggire alla loro vita.

## Personaggi
Tra i personaggi troviamo poliziotti, medici legali, psichiatri e giudici incarnati dai seguenti attori: 
|              |             | Stagione   | Stagione   |
| Attore       | Personaggio |            |            |
| Attore       | Personaggio | 1          | 2          |
| ------------ | ----------- | ---------- | ---------- |
| Clara Segura | Sara Grau   | Principale | Principale |
| Pablo Derqui | Lluís Fores | Principale | Secondario |

### Stagione 1

#### Principali
| - Clara Segura i Crespo - Sara Grau Perelló - Pablo Derqui - Lluís Forés - Miquel Fernández - Aitor Otxoa Urkixo - Marc Martínez - Marc Ramos Jané † - Carlota Olcina - Clara Salgado (Capitolo 1 - Capitolo 9; Capitolo 11) - Oriol Vila - Toni Guillén | - Anna Alarcón - Sonia Silva - Alba Pujol - Fatima Comín - David Verdaguer - Pol Ambrós (Capitolo 1 - Capitolo 2; Capitolo 4 - Capitolo 13) - Rosa Gàmiz - Magda Jurado - Mario Gas Cabré - Fermí Cases Ferrer † - con la collaborazione speciale di Vicky Peña - Mercè Pàmies Camps † (Capitolo 1 - Capitolo 8) |

#### Secondari
| - Mireia Vilapuig i Borrell - Miren Otxoa (Capitolo 2 - Capitolo 7; Capitolo 9 - Capitolo 13) - Victòria Pagès - Olga Comas (Capitolo 1 - Capitolo 3; Capitolo 5; Capitolo 8 - Capitolo 13) - Carme Sansa e Albert - Consol Jané † (Capitolo 2 - Capitolo 3; Capitolo 5; Capitolo 8 - Capitolo 13) - Manel Sans - Ismael Fajardo (Capitolo 5 - Capitolo 13) - Iván Luengo - Adrià Ramos (Capitolo 2 - Capitolo 3; Capitolo 5 - Capitolo 6; Capitolo 8 - Capitolo 10; Capitolo 12 - Capitolo 13) - Mima Riera - Wendy (Capitolo 5; Capitolo 7 - Capitolo 13) - Queralt Albinyana - Montse Llopis † (Capitolo 2 - Capitolo 3; Capitolo 6; Capitolo 8 - Capitolo 9) - Cesc Albiol - Bueno (Capitolo 1 - Capitolo 2; Capitolo 6 - Capitolo 7) - Manuel Dueso - Andreu Rubio (Capitolo 6; Capitolo 8; Capitolo 12 - Capitolo 13) - José Coronado - Piter (Capitolo 10; Capitolo 12 - Capitolo 13) - Mar Ulldemolins - Carmen García Bofarull (Capitolo 11 - Capitolo 13) - Oriol Puig - Bruno Efron (Capitolo 6 - Capitolo 7; Capitolo 9) | - Andrés Herrera - Víctor González (Capitolo 10, Capitolo 12 - Capitolo 13) - Paula Blanco e Barnés è Marina. - Pep Ferré è Filippo. - Santi Ricart è Vicens Palau. - Sara Espígul è Silvia. - Roger Casamajor è Guti. - Ivan Benet è Bernat. - Montserrat Carulla e Ventura sono Carmina. - Maria Ribera è Yolanda. - Enric Vilalta è Brauli. - Xicu Maso è Artur Sala. - Albert Pérez è il giudice Vallejo. - Ana Wagener - Oihane (capitolo 10) |